# Alimenta

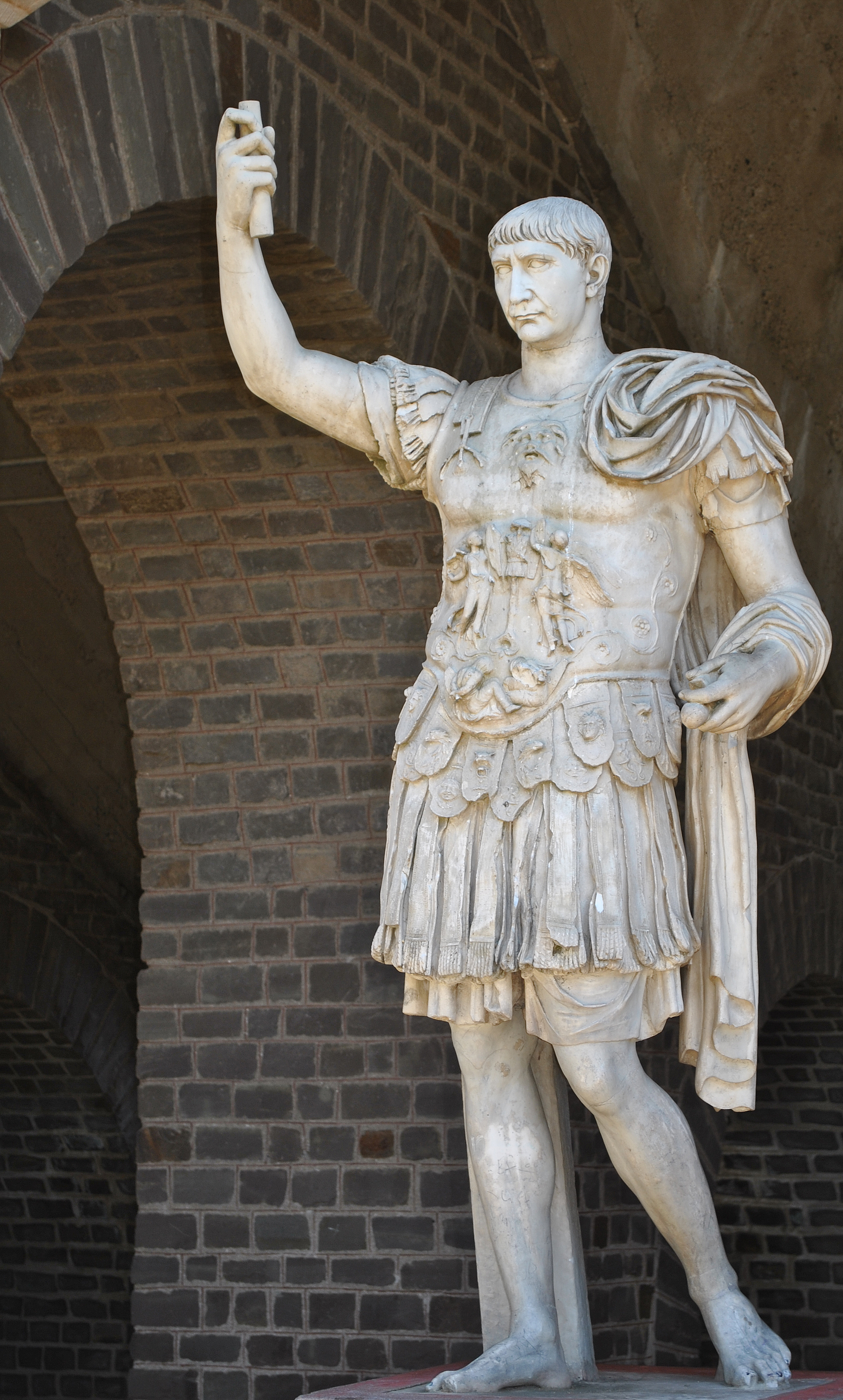
Estátua de Trajano em frente ao Anfiteatro de Colonia Ulpia Traiana no Parque Arqueológico de Xanten

Alimenta era um programa de bem-estar social romano que existiu por volta de 98 DC a 272 DC. Provavelmente foi introduzido por Nerva e posteriormente ampliado por Trajano. Foi concebido para subsidiar órfãos e crianças pobres em toda a Itália com rendimento em dinheiro, alimentação e educação subsidiada. O programa foi um presente imperial, financiado durante o reinado de Trajano pelo tesouro saqueado durante sua campanha na Dácia e pelos impostos sobre os proprietários de terras. Os proprietários de terras que se registaram para contribuir recebiam uma quantia fixa do tesouro imperial como um empréstimo, e esperava-se que reembolsassem uma determinada proporção anualmente, como a sua contribuição para um fundo de caridade.  O programa provavelmente foi encerrado pelo imperador Aureliano. 

## Objetivos
Embora o sistema esteja bem documentado em fontes literárias e epigrafia contemporânea, seus objetivos precisos são contestados por estudiosos modernos. Alguns assumem que o programa pretendia aumentar o número de cidadãos na península itálica, uma continuação da legislação moral de Augusto (Lex Julia), que favorecia a reprodução por motivos morais. Isso evidenciado pelos textos de Plínio.  Ele escreveu que os beneficiários do programa alimenta deveriam povoar "os quartéis e as tribos " como futuros soldados e eleitores. Na realidade, ambos as justificativas eram inadequados para um império governado como uma autocracia,  já não centrado exclusivamente em Roma ou na Itália, sequer dependente some de mão-de-obra civil e militar puramente italiana.
A restrição do esquema à Itália sugere que poderia ter sido concebido como uma forma de privilégio político concedido ao coração original do império. Segundo o historiador francês Paul Petit, o alimenta era visto como parte de um conjunto de medidas destinadas à recuperação econômica da Itália.  Finley argumenta que o principal objetivo desse programa era o reforço artificial do peso político da Itália. Outras medidas reforçam esse argumento. Por exemplo, a restrição estabelecida por Trajano ordenava que todos os senadores, mesmo quando provenientes das províncias, tivessem pelo menos um terço de suas propriedades em território italiano. De acordo com Plínio, que apoiava essa medida, era "indecoroso [...] que [eles] tratassem Roma e a Itália não como sua terra natal, mas como uma mera pousada ou pensão". 

## Escopo
Finley considera que o programa alimenta era interessante e único, porém ele permaneceu pequeno.  O esquema dependia no pagamento regular de juros pelos proprietários de terras – principalmente os grandes, que se supunha serem devedores mais confiáveis. Na verdade, beneficiou muito poucos destinatários potenciais. O historiador francês, Paul Veyne, presumiu que na cidade de Veleia, apenas uma em cada dez crianças era efetivamente beneficiária do program. A dependência exclusiva de empréstimos a grandes proprietários de terras (em Veleia, apenas cerca de 17 quilômetros quadrados foram hipotecados)  restringiu consideravelmente as fontes de financiamento. É especulado que o esquema de hipotecas foi simplesmente uma forma de fazer com que a população rica local participasse, embora num papel menor, na benevolência imperial. 
O historiador americano, Moses I. Finley, enxerga o programa alimenta como pouco mais do que uma forma de caridade aleatória, mas como uma benevolência imperial adicional.  É possível que o esquema tenha sido um empréstimo forçado, algo que ligava proprietários de terras relutantes ao tesouro imperial para financiar despesas cívicas. A este respeito, o alimenta não era incomum, e pode ter sido um entre outros programas semelhantes de angariação de fundos. Por exemplo, o senador Plínio concedeu à sua cidade natal, Comum (comuna moderna de Como), o direito perpétuo e hereditário a uma taxa anual (vectigal) de trinta mil sestércios sobre uma de suas propriedades.  Com essa doação, Plínio provavelmente esperava despertar entusiasmo entre outros proprietários de terras por tais empreendimentos filantrópicos. Trajano fez o mesmo, entretanto, Finley suspeita que uma pressão "moral" foi exercida sobre os proprietários de terra para garantir a aceitação do fardo do empréstimo do fundo alimenta.
Em suma, o âmbito do programa alimenta era tão limitado que não poderia ter cumprido um objetivo econômico ou demográfico coerente – era dirigido, não aos pobres, mas à comunidade (neste caso, as cidades italianas) como um todo. O faco de o programa ter sido expandido durante e após as Guerras Dácias e terem ocorrido duas vezes na sequência de uma distribuição de dinheiro à população de Roma (congiaria) após os triunfos Dácios, aponta para um motivo puramente de caridade. O fato do programa alimenta estar restrito à Itália realça a ideologia por trás disso: reafirmar a noção do Império Romano como uma soberania italiana. Dado o seu âmbito limitado, o plano foi muito bem sucedido, na medida em que durou um século e meio.

## Fim
O prefeito romano Tito Flávio Postúmo Quieto foi o último oficial conhecido encarregado da Alimenta em 271 d.C., durante o reinado de Aureliano. Pat Southern acredita que se Aureliano "suprimiu este sistema de distribuição de alimentos, ele provavelmente pretendia implementar uma reforma mais radical". Aureliano reformou a Cura Annonae para substituir a distribuição de cereais por uma distribuição de pão, sal e carne de porco, bem como preços subsidiados para outros bens, como o azeite e o vinho.